# 2013년 백령도 해역 지진
2013년 백령도 해역 지진은 2013년 5월 18일 오전 7시 2분 24초에 대한민국 인천광역시 백령도 남쪽 31km 해역에서 발생한 규모 4.9의 지진이다. 이 지진은 1978년 이후 역대 6위 규모의 지진이며, 서해안의 얕은 수심으로 지진해일은 발생하지 않았다.

## 지진 원인
가장 규모가 큰 5월 18일 발생한 본진(규모 4.9)의 단층면해 분석결과, 역단층 성분이 포함된 우수주향이동단층운동으로 인해 발생된 것으로 분석되었다.

## 전진 및 여진
기상청 발표에 따르면 5월 18일 규모 4.9의 본진 전후로 4회의 전진과 11회의 여진이 발생하였다. 지진의 목록은 다음과 같다.
| 날짜     | 시간                | 경·위도                 | 규모(ML) | 발생지점                       | 구분 |
| -------- | ------------------- | ----------------------- | -------- | ------------------------------ | ---- |
| 5월 14일 | 오후 20시 17분 54초 | 북위 37.70, 동경 124.79 | 2.8      | 인천 백령도 남남동쪽 30km 해역 | 전진 |
| 5월 15일 | 오전 8시 34분 11초  | 북위 37.71, 동경 124.68 | 2.7      | 인천 백령도 남쪽 27km 해역     | 전진 |
| 5월 15일 | 오전 8시 48분 10초  | 북위 37.69, 동경 124.74 | 2.8      | 인천 백령도 남쪽 30km 해역     | 전진 |
| 5월 18일 | 오전 3시 0분 58초   | 북위 37.68, 동경 124.60 | 3.5      | 인천 백령도 남남서쪽 31km 해역 | 전진 |
| 5월 18일 | 오전 7시 2분 24초   | 북위 37.68, 동경 124.63 | 4.9      | 인천 백령도 남쪽 31km 해역     | 본진 |
| 5월 18일 | 오전 7시 24분 13초  | 북위 37.69, 동경 124.65 | 2.2      | 인천 백령도 남쪽 29km 해역     | 여진 |
| 5월 18일 | 오전 7시 26분 10초  | 북위 37.67, 동경 124.66 | 3.3      | 인천 백령도 남쪽 31km 해역     | 여진 |
| 5월 18일 | 오전 7시 54분 28초  | 북위 37.69, 동경 124.65 | 2.5      | 인천 백령도 남쪽 29km 해역     | 여진 |
| 5월 18일 | 오전 9시 13분 10초  | 북위 37.67, 동경 124.62 | 2.4      | 인천 백령도 남쪽 32km 해역     | 여진 |
| 5월 18일 | 오전 9시 32분 42초  | 북위 37.64, 동경 124.57 | 2.5      | 인천 백령도 남남서쪽 36km 해역 | 여진 |
| 5월 18일 | 오전 11시 45분 15초 | 북위 37.67, 동경 124.61 | 3.9      | 인천 백령도 남쪽 32km 해역     | 여진 |
| 5월 18일 | 오전 14시 9분 40초  | 북위 37.71, 동경 124.68 | 2.6      | 인천 백령도 남쪽 27km 해역     | 여진 |
| 5월 18일 | 오전 16시 18분 48초 | 북위 37.69, 동경 124.61 | 2.1      | 인천 백령도 남남서쪽 30km 해역 | 여진 |
| 5월 19일 | 오전 5시 27분 13초  | 북위 37.73, 동경 124.74 | 2.3      | 인천 백령도 남남동쪽 25km 해역 | 여진 |
| 5월 21일 | 오후 16시 17분 53초 | 북위 37.66, 동경 124.71 | 3.7      | 인천 백령도 남쪽 33km 해역     | 여진 |
| 6월 10일 | 오후 14시 1분 28초  | 북위 37.71, 동경 124.70 | 2.1      | 인천 백령도 남쪽 27km 해역     | 여진 |

## 진도
최대 진도 4를 감지한 백령도에서는 쾅 하는 소리와 함께 건물이 흔들렸으며, 수도권 지역에서도 지진동이 감지되었다. 지역별 진도는 다음과 같다.
| 진도 | 지역                |
| ---- | ------------------- |
| IV   | 백령도              |
| III  | 연평도              |
| II   | 인천·충남·서산·태안 |
| I    | 서울·수원           |

## 백령도 해역의 지진 발생 특성
백령도는 오래전부터 지진이 매우 활발한 곳이었으며, 1978년부터 2021년 12월 현재까지 43년간 무려 205회―1년에 5회 꼴로―나 발생했다. 이 가운데 가장 큰 규모는 2003년의 것이다.
기상청 국내지진 목록에 따른 백령도 해역의 주요 지진 (규모 3.0 이상)
- 1990년 2월 18일 규모 3.3 (인천 백령도 서북서쪽 74km 해역)
- 1991년 1월 3일 규모 3.4 (인천 백령도 남쪽 39km 해역)
- 1994년 12월 2일 규모 3.6 (인천 백령도 서쪽 77km 해역)
- 1995년 1월 14일 규모 3.0 (인천 백령도 서남서쪽 17km 해역)
- 1995년 7월 24일 규모 4.2 (인천 백령도 북서쪽 37km 해역)
- 1995년 8월 12일 규모 3.6 (인천 백령도 북서쪽 9km 해역)
- 1998년 2월 10일 규모 4.1 (인천 백령도 서쪽 96km 해역)
- 1998년 6월 8일 규모 3.7 (인천 백령도 북북서쪽 69km 해역)
- 2001년 5월 5일 규모 3.3 (인천 백령도 남서쪽 23km 해역)
- 2002년 3월 17일 규모 3.9 (인천 백령도 서북서쪽 37km 해역)
- 2002년 3월 22일 규모 3.5 (인천 백령도 북북서쪽 42km 해역)
- 2002년 7월 17일 규모 3.3 (인천 백령도 서북서쪽 25km 해역)
- 2003년 1월 9일 규모 3.9 (인천 백령도 남서쪽 74km 해역)
- 2003년 3월 30일 규모 5.0 (인천 백령도 서남서쪽 88km 해역)
- 2005년 10월 10일 규모 3.5 (인천 백령도 동쪽 23km 해역)
- 2005년 11월 27일 규모 3.1 (인천 백령도 북서쪽 75km 해역)
- 2011년 4월 24일 규모 3.1 (인천 백령도 동남동쪽 31km 해역)
- 2011년 6월 17일 규모 4.0 (인천 백령도 동남동쪽 13km 해역)
- 2011년 8월 20일 규모 3.0 (인천 백령도 남남서쪽 54km 해역)
- 2013년 5월 18일 규모 3.5 (인천 백령도 남남동쪽 31km 해역)
- 2013년 5월 18일 규모 4.9 (인천 백령도 남쪽 31km 해역)
- 2013년 5월 18일 규모 3.3 (인천 백령도 남쪽 31km 해역)
- 2013년 5월 18일 규모 3.9 (인천 백령도 남쪽 32km 해역)
- 2013년 5월 21일 규모 3.7 (인천 백령도 남쪽 33km 해역)
- 2017년 2월 23일 규모 3.1 (인천 백령도 남남동쪽 64km 해역)
- 2018년 11월 5일 규모 3.2 (인천 옹진군 백령도 남동쪽 26km 해역)
- 2018년 11월 5일 규모 3.1 (인천 옹진군 백령도 남동쪽 20km 해역)
- 2019년 1월 9일 규모 3.7 (인천 옹진군 백령도 남남서쪽 76km 해역)

## 같이 보기
- 한국의 지진
- 2013년 신안 해역 지진
- 2013년 한국의 지진
- 2003년 백령도 해역 지진